# Pointe La Rue
Pointe La Rue è uno dei 26 distretti delle Seychelles, appartenente all'isola di Mahé.